# Chrostowo-Zalesie
Chrostowo-Zalesie – wieś w Polsce, w województwie mazowieckim, w powiecie przasnyskim, w gminie Czernice Borowe.
Wieś wchodzi w skład sołectwa Chrostowo Wielkie.
Do 31 grudnia 2023 miejscowość była przysiółkiem wsi Chrostowo Wielkie